# Mark Constable
Mark Constable (* 15. September 1976 in Coventry) ist ein englischer Badmintonspieler.

## Karriere
Mark Constable wurde 1994 englischer Juniorenmeister und 1995 Vize-Junioreneuropameister. 2001 siegte er bei den Irish Open, ein Jahr später gewann er Team-Bronze in der Bundesliga. 2002 wurde er ebenfalls nationaler englischer Einzelmeister und siegte bei den Commonwealth Games mit der englischen Mannschaft. Von 2004 bis 2009 siegte er ununterbrochen bei den Jersey Open, insgesamt konnte er dieses Turnier neun Mal gewinnen, mit den Herrendoppel und Mixed kommt er auf 19 Titel.

## Sportliche Erfolge
| Saison    | Veranstaltung                             | Disziplin    | Platz | Name |
| --------- | ----------------------------------------- | ------------ | ----- | --- |
| 1994      | England: Einzelmeisterschaft der Junioren | Herreneinzel | 1     | Mark Constable |
| 1995      | Junioren-Europameisterschaft              | Herreneinzel | 2     | Mark Constable |
| 2000      | La Chaux-de-Fonds International           | Herreneinzel | 1     | Mark Constable |
| 2001      | Irish Open                                | Herreneinzel | 1     | Mark Constable |
| 2001/2002 | Deutsche Mannschaftsmeisterschaft         | Mannschaft   | 3     | PSV Grün-Weiß Wiesbaden (Mark Constable, Klaus Ebeling, Darren Hall, Michael Helber, Jon Holst-Christensen, Rexy Mainaky, Yoseph Phoa, Oliver Pongratz, Richard Vaughan, Arnd Vetters, Karina de Wit, Lotte Jonathans, Heike Laufer, Nicole Phoa, Nicole van Hooren) |
| 2002      | England: Einzelmeisterschaften            | Herreneinzel | 1     | Mark Constable |
| 2002      | Commonwealth Games                        | Mannschaft   | 1     | England |